# Provincia di Baoruco
Baoruco è una delle 32 province della Repubblica Dominicana. Il suo capoluogo è Neiba.

## Geografia antropica

### Suddivisioni amministrative
La provincia si suddivide in 5 comuni e 9 distretti municipali (distrito municipal - D.M.):